# 陈大义
陈大义（1913年9月13日—1997年8月9日），越南国家级大科学家、劳动英雄称号获得者、苏联科学院院士、国防工业少将。

## 生平
生于永隆省三平县政合社的一个贫穷但有文化的家庭。原名范光礼（Phạm Quang Lễ）。6岁丧父，在母亲与姐姐抚养下长大。1933年获得了法国高中毕业学位，但因为家贫无法去河内升学。在美国领事馆工作两年。在记者杨光牛（Dương Quang Ngưu）帮助下获得了沙瑟卢-洛巴奖学金（Chasseloup-Laubat Fellowship）去巴黎留学。在巴黎综合理工学院、国立巴黎高等矿业学校获得了工程与数学的学士学位，然后进入国立高等航空航天学院。1942年去德国在飞机工厂与武器研究所工作。 
1946年5月，胡志明在巴黎与法国海外部部长马里于斯·穆泰会谈越南独立问题之机，范光礼与胡志明会面。随后与冶金专家武贵勋、耳鼻喉科专家陳有爵等一起归国。范光礼加入了越盟，在北越抗法根据地的丛林里组织生产武器。1946年12月5日，胡志明为他起了革命化名“陈大光”。1947年，成功试制出巴祖卡火箭筒。1948年获得少将军衔，担任总参某部军事研究主任（现在的越南军事科学技术院）。
1950年，转向开发民用工业，担任越南工业与贸易部副部长。 1952年首批获得了劳动英雄称号与胡志明勋章。1956年3月6日创建了河内理工大学。1960年至1962年担任重工业部部长。1965年担任越南科学技术国家委员会副主席。1966年成为苏联科学院外籍院士。1966年兼任越南人民军总后勤局副主任、总技术局副主任等职。国家基本建设委员会主席。1975年任越南科学院院长。1983年至1988年任越南科学技术协会主席。 
第二届、第三届越南国会代表。 
1996年获得胡志明獎。2000年在胡志明市的母校改名为陈大义中学。越南海军为保障新一代常规潜艇水下作战使用，订购建造了“陈大义”号号海洋调查船2013年服役，排水量1500吨，续航60天。2013年，越南邮政发行陈大义诞辰100周年纪念邮票。

## 纪念
在胡志明市平新郡的一条道路以他的名字命名，该道路从1号国道（靠近安乐环岛）通往黎明春工业园。
2007年8月底，在河内一条连接大瞿越街、穿过黎清毅街、 大羅街至河内市委大楼的道路也被命名为他的名字。这条路途经河内理工大学、河内建筑大学、国民经济大学三所重点大学。
在岘港市一条以他的名字命名的道路，连接五行山（黎文贤街的尽头）和广南省境内（通往会安古城的道路）。
南定省南定市禄旺坊也有一条以他的名字命名的街道长400m
2023年在广义市张光仲坊的一条道路以其命名，长800m
2010年12月23日，越南政府总理签署第2345/QD-TTg号决定，在越南国防工业总局河内军事技术军官学校升级的基础上建立陈大义大学.
越南多所高中也以其命名，其中包括胡志明市陈大义天才高中、三平县陈大义高中、陈大义天才高中等。广南省桂山县陈大义高中，芹苴市陈大义高中等 
永隆省人民委员会在三平县祥禄社美富村建有“陈大义教授、院士纪念区”。2013年11月24日奠基仪式。纪念区建筑面积约16000平方米，主要项目包括：纪念馆、画廊、会议室、电影放映、传统活动、广场、辅助项目及场景文官等。收入陈大义文件资料868余份。2015年5月18日落成。
“陈大义号”海洋调查船：由荷兰达门船舶集团为越南制造。2010年10月10日下水。钢壳体，长66.3米，最大宽13.2米，高6.5米。吃水4米，排水量1550吨。舷号HSV6613，4台柴油机，双螺旋桨。经济航速10节，行驶2500海里。连续航行60天。

### 陈大义奖
2015年11月16日，越南科学技术翰林院院长发布第1883/QD-VHL号决定，颁布《陈大义奖条例》(Giải thưởng Trần Đại Nghĩa)，旨在表彰在自然科学和技术方面取得优异成绩及研究成果已经和正在得到直接应用并为国家经济社会发展，保护环境，保障人民健康和国防安全做出贡献的科学家。向从事数学、信息科学、电脑科学、力学，物理，化学、生命科学，地球科学、海洋学、环境和能源等领域的科学家颁奖，每个奖项的获得者不能超过3个。
2016年9月11日在河内举行第一届陈大义奖颁奖仪式，获奖的两项代表性工程是中央卫生和流行病学研究所的黄水原教授、博士及已故邓德泽教授、博士的“人用疫苗先进生产技术应用”、越南科学技术翰林院化学研究所的武德利博士、阮文俊博士的“从赤泥中提炼铁和海绵铁、耐火材料的规程”。
越南科学技术翰林院在河内举行了2019年第二届陈大义奖启动仪式。